# Kobus megaceros
Il lichi del Nilo, o antilope lichi del Nilo (Kobus megaceros (Fitzinger, 1855)), conosciuto anche come lichi di Mrs Gray, è una specie di antilope che vive nelle pianure alluvionali e nelle paludi del Sudan del Sud e dell'Etiopia.

## Descrizione

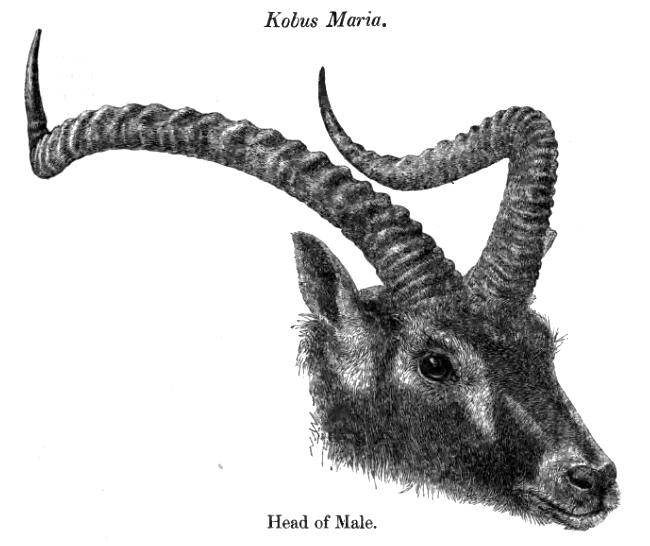
Illustrazione della testa di un maschio, dalla descrizione di Gray come Kobus maria

I maschi del lichi del Nilo raggiungono in media una lunghezza di 165 cm, un'altezza al garrese di 100-105 cm e un peso compreso tra 90 e 120 kg, mentre le femmine misurano circa 135 cm di lunghezza, 80-85 cm di altezza al garrese e pesano tra 60 e 90 kg. In natura, queste antilopi vivono in media 10-11,5 anni, mentre in cattività possono raggiungere anche i 19 anni.
Il mantello del lichi del Nilo è lungo e ispido, soprattutto sulle guance in entrambi i sessi. Nei maschi, i peli del collo sono particolarmente lunghi e ispidi. Questa specie mostra un marcato dimorfismo sessuale: le femmine hanno un mantello bruno-dorato con il ventre bianco e sono prive di corna. I giovani condividono il mantello delle femmine fino ai 2-3 anni di età, quando nei maschi diventa marrone scuro. I maschi adulti hanno un mantello di colore bruno cioccolato o rugginoso, con una macchia a forma di «sella» a livello delle spalle e piccole macchie bianche attorno agli occhi. Nel lichi del Nilo, solo i maschi possiedono corna, che possono raggiungere una lunghezza di 50-87 cm. Le corna hanno una forma arcuata che, viste di profilo, ricordano vagamente una «s».

## Distribuzione e habitat
Il lichi del Nilo predilige habitat ricchi di acqua con aree poco profonde al confine con paludi più profonde, dove il livello dell'acqua varia tra 10 e 40 cm di profondità. Questa specie è endemica del Sudan del Sud e dell'Etiopia. In Sudan del Sud, la maggior parte della popolazione vive nelle paludi di Sudd, con una presenza minore nei Machars, vicino al confine etiope. In Etiopia, la specie si trova nel sud-ovest, principalmente nel Parco nazionale di Gambela, ma in numero molto ridotto, probabilmente a causa dell'insediamento umano e della degradazione dell'habitat. L'habitat del lichi del Nilo è stato gravemente danneggiato da fattori come guerre civili, sfollamenti umani, reinsediamenti, attacchi con armi da fuoco e aumento della caccia. Inoltre, i movimenti stagionali della specie sono stati limitati dall'invasione del territorio da parte di mandrie di bovini domestici. Tuttavia, la popolazione presente nelle paludi di Sudd è rimasta relativamente stabile durante questo periodo.

## Biologia

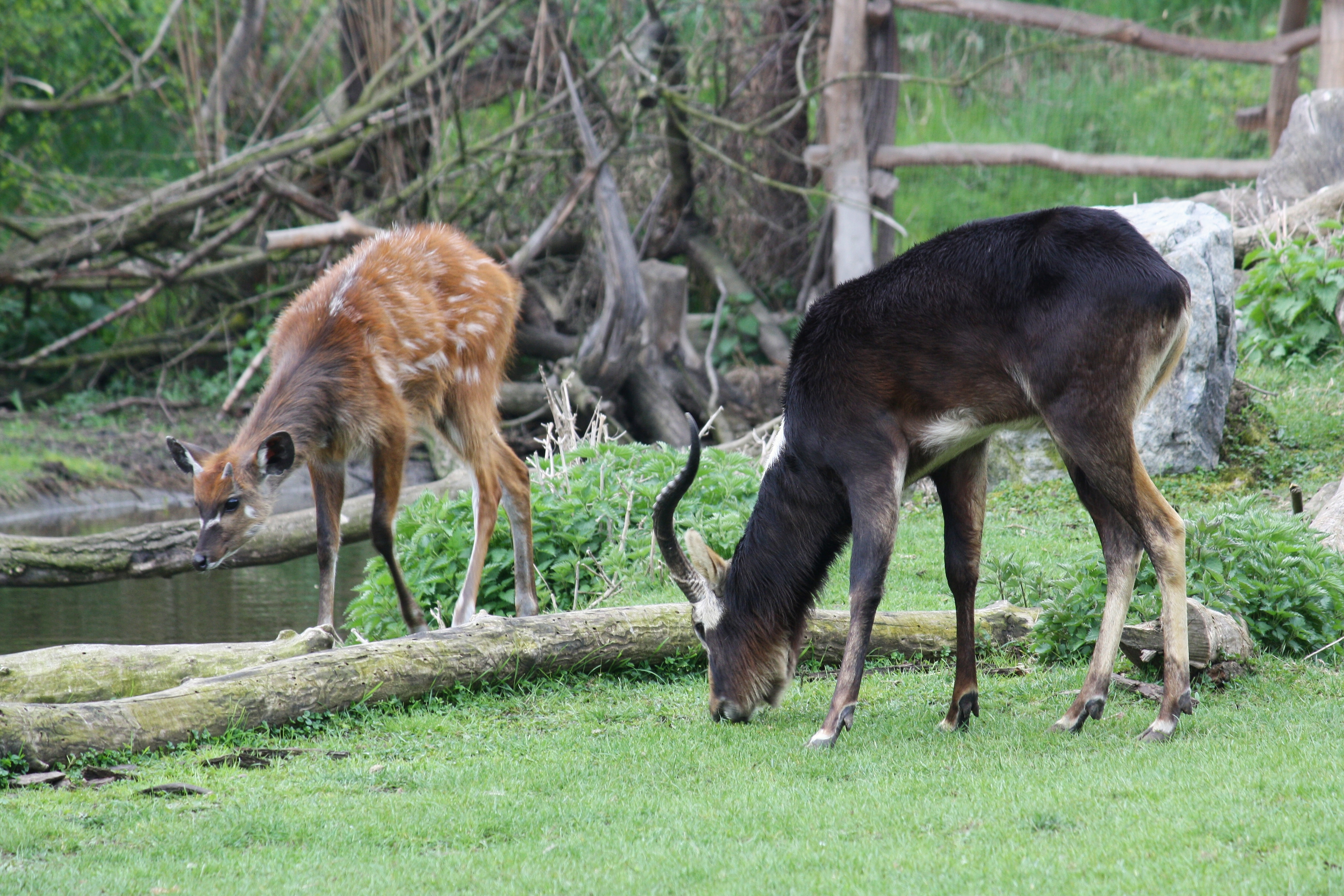
La dieta del lichi del Nilo comprende principalmente erbe. Qui un maschio (nerastro) insieme a un sitatunga, allo zoo di Praga

I lichi del Nilo sono animali sociali che comunicano attraverso segnali visivi e una varietà di vocalizzazioni. Durante le competizioni intraspecifiche, i maschi si impennano sulle zampe posteriori per intimidire i rivali oppure girano la testa di lato per esibire le corna. Le femmine, invece, sono piuttosto rumorose e, quando si muovono, emettono un gracidio simile a quello di un rospo. Quando combattono, i maschi abbassano la testa e usano le corna per spingersi l'uno contro l'altro. Se un maschio è significativamente più piccolo del rivale, può spostarsi di lato in posizione parallela e cercare di spingerlo ai fianchi, limitando la forza del maschio dominante. I principali predatori del lichi del Nilo includono leoni, coccodrilli del Nilo, licaoni e leopardi. Inoltre, queste antilopi sono cacciate dalle popolazioni locali e dai bracconieri per la carne e il mantello. Per sfuggire ai predatori terrestri, si rifugiano spesso in acqua. Le femmine con i cuccioli, tuttavia, difendono attivamente la propria prole da predatori più piccoli, attaccando direttamente con calci. Un'altra minaccia per i giovani è rappresentata dalle mosche trillo, che colpiscono spesso gli esemplari di un anno, causando alti tassi di mortalità e debilitazione fisica.
I lichi del Nilo sono animali crepuscolari, attivi al mattino presto e nel tardo pomeriggio. Vivono in branchi che possono includere fino a 50 femmine e un maschio dominante, oppure in branchi più piccoli composti esclusivamente da maschi. La specie è suddivisa in tre gruppi sociali: femmine con i cuccioli, maschi scapoli e maschi maturi con territori propri. In alcuni casi, un maschio territoriale può permettere a un maschio scapolo di entrare nel proprio territorio, non per accoppiarsi, ma per collaborare nella difesa della zona.

### Dieta
Il lichi del Nilo si nutre principalmente di erbe succulente e piante acquatiche. Si ritiene che il riso selvatico sia uno degli alimenti preferiti all'inizio della stagione delle inondazioni, mentre durante le stagioni secche, quando le acque si ritirano, la dieta si sposta verso una maggiore percentuale di erbe di palude. Queste antilopi si muovono con facilità nelle acque basse delle zone paludose e sono capaci di nuotare per lunghi periodi per raggiungere piante acquatiche. Oltre a nutrirsi di vegetazione acquatica, includono nella loro dieta anche piante terrestri e praticano il pascolo. In alcune occasioni, si alimentano di giovani foglie di alberi e cespugli, sollevandosi sulle zampe posteriori per raggiungere la vegetazione più alta.

### Riproduzione

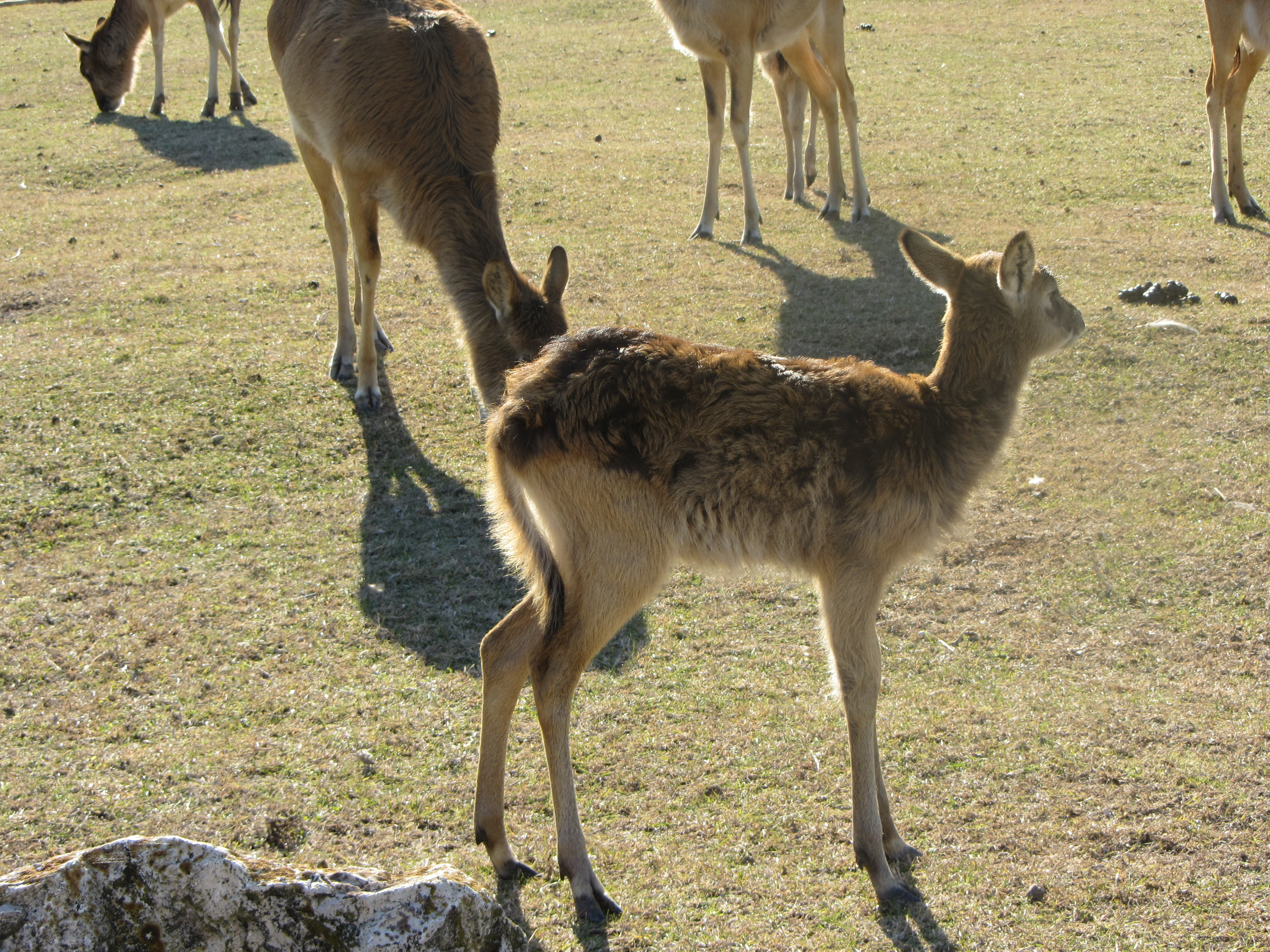
Cucciolo, al Parco Natura Viva

Entrambi i sessi del lichi del Nilo raggiungono la maturità sessuale intorno ai due anni. L'accoppiamento avviene durante tutto l'anno, ma raggiunge un picco tra febbraio e maggio. Durante la stagione degli amori, i giovani maschi assumono atteggiamenti rituali, abbassando le corna verso il suolo come se stessero frugando nella terra. I maschi combattono spesso nell'acqua, immergendo le teste durante scontri corna a corna che, sebbene generalmente brevi, sono molto violenti. Come accade in molte specie, solo il maschio dominante ha accesso alle femmine per l'accoppiamento. Il corteggiamento del maschio dominante include comportamenti particolari: egli urina sui lunghi peli del collo e del petto, per poi strofinare la sua barba bagnata sulla fronte e sulla groppa della femmina.
La gestazione dura in media 7-9 mesi, al termine della quale nasce un singolo cucciolo. I neonati pesano tra 4,5 e 5,5 kg. Le femmine tornano in estro circa un mese dopo il parto. Dopo la nascita, il vitello viene nascosto nella fitta vegetazione palustre per due o tre settimane, dove la madre lo allatta. Lo svezzamento avviene tra i cinque e i sei mesi e, poco dopo, il piccolo è pronto per diventare indipendente e unirsi alla mandria.

## Conservazione

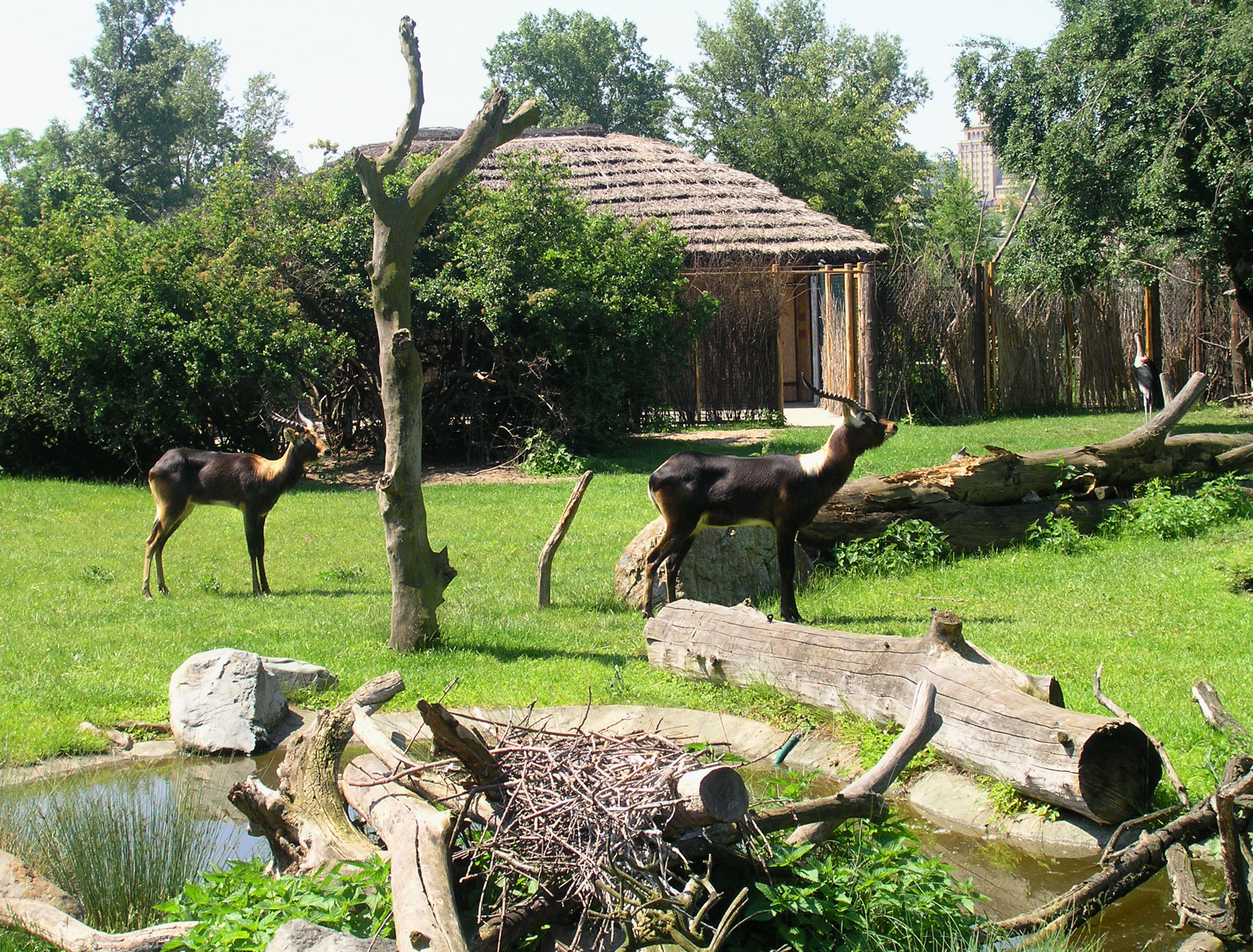
Due maschi, allo Zoo di Praga

Il lichi del Nilo è classificato come in Pericolo dall'Unione Internazionale per la Conservazione della Natura (IUCN). Nel 1983, indagini aeree stimavano una popolazione totale di 30.000-40.000 individui, con il 95% concentrato nelle paludi del Sudd, mentre il resto era distribuito tra il Sudan del Sud e l'Etiopia. Nelo stesso periodo, la popolazione dei Machars era stimata a circa 900 individui, mentre nel 1967 nelle paludi del fiume Gilo veniva segnalata una popolazione di circa 150 esemplari. Una popolazione in crescita è inoltre mantenuta in cattività, con un aumento costante degli esemplari allevati in zoo e giardini zoologici Tuttavia, nel 2007, la popolazione stimata nella regione del Sudd era scesa a 4291 individui, indicando un rapido declino rispetto alle stime del 1983.
Nel Sudan del Sud, le popolazioni di lichi del Nilo si trovano in tre aree protette: la Zeraf Game Reserve, che si estende per oltre 9700 km² lungo il Bahr el Zeraf; la Fanyikang Game Reserve, situata a nord del Bahr el Ghazal, con un'estensione di 480 km²; e il Parco nazionale di Shambe, che copre 620 km² lungo Bahr al Jabal. Le popolazioni residenti tendono a spostarsi periodicamente dentro e fuori da queste aree protette. In Etiopia, la specie è presente nel Parco nazionale di Gambela. Uno studio recente ha evidenziato l'importanza di azioni di conservazione sia in situ che ex situ per questa specie. Le popolazioni mantenute in cattività svolgono un ruolo significativo nell'aumentare la consistenza numerica di questa antilope, contribuendo alla sua protezione a lungo termine.